# Irydion (imię)
Irydion – imię męskie pochodzenia literackiego, utworzone przez Zygmunta Krasińskiego na potrzeby dramatu o tym samym tytule. Pochodzi od imienia greckiej bogini Irydy (Iris) oznaczającego tęczę. 
Irydion imieniny obchodzi 19 kwietnia.